# Nagy tarisznyarák
A nagy tarisznyarák (Cancer pagurus) a felsőbbrendű rákok (Malacostraca) osztályának tízlábú rákok (Decapoda) rendjébe, ezen belül a tarisznyarákok (Cancridae) családjába tartozó faj.

## Előfordulása
A Földközi-tenger, az Atlanti-óceán és az Északi-tenger sekély parti vizeiben homokos és sziklás aljzaton él.

## Megjelenése
Finoman szemcsés felületű hátpajzsa elérheti a 30 centiméter szélességet, pereme hullámos, karéjos. Színe sárgásbarna, néha ibolyás árnyalattal, az első pár járólábain viselt erőteljes ollók kékesfeketék. Visszafejlődött potrohát állandóan a hasoldala alá csapva viseli. Helyváltoztatásra sohasem - még hátraszökkenéshez sem - használja.
|  |  |

## Életmódja
Rendkívül erős ollóival ujjvastagságú fadarabokat képes átvágni, és könnyen feltöri zsákmányállatai, a kagylók, rákok és tüskésbőrűek kemény páncélját. Döglött csontos halakat is fogyaszt.

## Szaporodása
A nőstény a párosodás után csak 12-14 hónap múlva rakja le petéit, addig a spermiumot különleges tasakban tárolja.

## Halászata
Kereskedelmi méretekben halásszák. Nagy-Britanniában már az 1870-es évektől méretkorlátot kellett bevezetni rájuk. 2000-ben Európában korlátozták fogásukat; az északi szélesség 56. fokától északra 140 milliméteres páncélátmérő a határ, az Északi-tenger többi részén 130 milliméter, kivéve Észak-Norfolkot, ahol 115 milliméter, az angol csatornában és a félsziget délnyugati része körül, ahol 140 milliméter. A helyi hatóságok további fogási korlátozásokat is elrendelhetnek.
Norvégiában a kereskedelmi halászatnál a méretkorlát 130 milliméter Rogalandtól északra, 110 milliméter délre. A norvég fogás mennyisége éves szinten 8500 tonna, a britek 20 000 tonnát, az írek 13 000 tonnát, a franciák 8500 tonnát zsákmányolnak; a teljes éves fogásmennyiség globálisan 45 000 tonnára tehető.